# 三棟町
三棟町（みつむねちょう Mitsumune-chō）は、奈良県奈良市の中央部、市街地の南部に位置する地区である。郵便番号は630-8331。

## 地理
奈良市の中央部、市街地の南部に位置する地区である。
旧木辻遊郭の古風な家並みが残る。
地区面積のほとんどを、中将姫誕生にゆかりの井戸や宝物がある浄土宗誕生寺が占めている。
また、元興寺の元境内地の一部である。
北は鳴川町、東は元興寺町、南は花園町、西は東木辻町と接している。

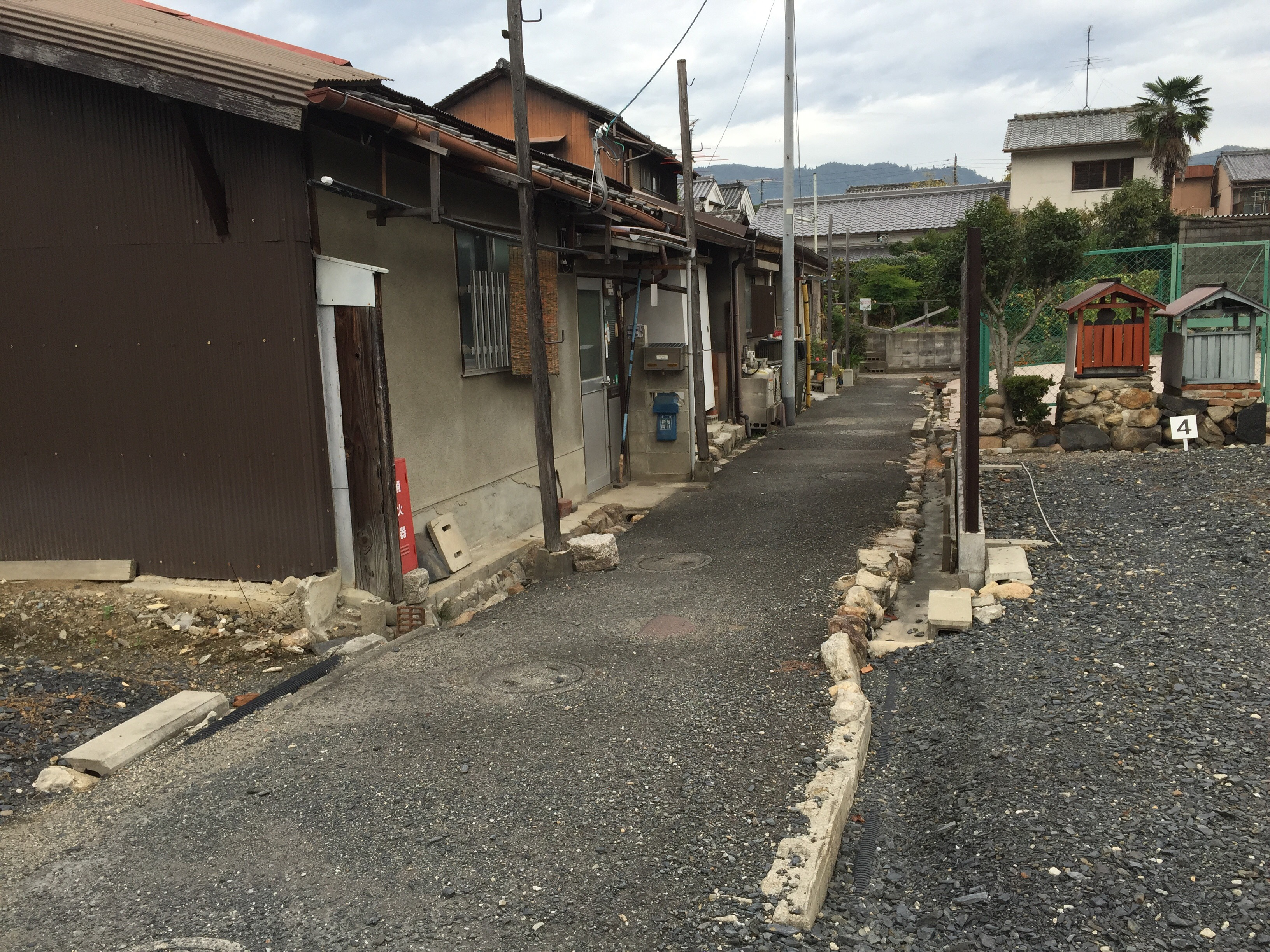
三棟町の街並み

### 地名の由来
- 誕生寺が三棟あることにちなむとも、藤原豊成の館舎が三棟であったことにちなむともいう。
- 村井古道は、その著書『奈良坊目拙解』の中で、当所の公儀役の家が六宇であったので六棟町と称し、後に誕生寺に附会して三棟町となったと記している。また、棟ノ辻子と呼ばれるのは、当地が「西一方口」の袋小路であることによると記している。

## 歴史

### 沿革
- 古くは誕生町、あるいは六棟町とも称し、1661年（寛文初年）以前に作製された奈良絵図には、三棟とともに棟ノ辻子と併記されている。
- 江戸期は奈良町の一町で、南方触口支配に属していた。奈良町の南部に位置し、東は元興寺、南は花園町と接し、鳴川町の南から東へ入る小路に面する街区であった。
- 1687年（貞享4年）の『奈良曝』には「町役弐軒、鳴川町の内、東側也」とあり、もともとは鳴川町に属していたことがわかる。

- 1889年（明治22年）　奈良町に所属。
- 1898年（明治31年）　奈良市に所属。

## 施設

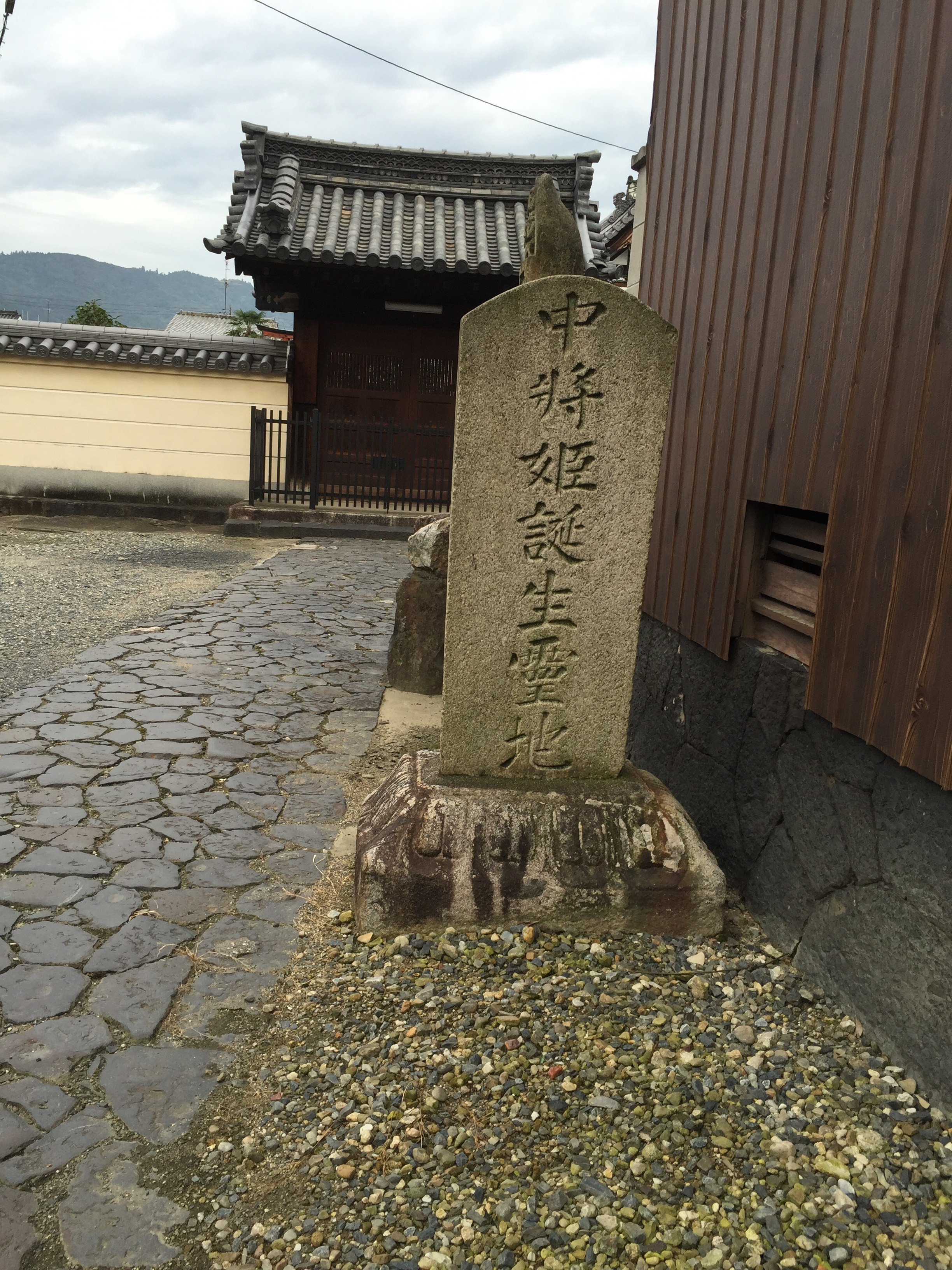
中将姫伝説に関するもの。

- 誕生寺
- 中将姫誕生霊地

## 交通

### 鉄道路線
なし

### バス
- 奈良交通
  - 市内循環バス　北京終町が最寄りである。三棟町中心部より徒歩約5分のバス停。

## 小・中学校の学区
- 奈良市立済美小学校、および奈良市立春日中学校の学区に属する[1]。